# ラフォーシュ郡
ラフォーシュ郡（英: Lafourche Parish）は、アメリカ合衆国ルイジアナ州の南部に位置する郡である。人口は9万7577人（2020年） 。郡庁所在地はティボドーであり、同郡で人口最大の町である。
ラフォーシュ郡は当初、現在のテレボーン郡を包含するラフォーシュ内陸郡の北部だった。現在はホウマ・ティボドー都市圏に属している。

## 地理
アメリカ合衆国国勢調査局に拠れば、郡域全面積は1,472平方マイル (3,812.5 km2)であり、このうち陸地1,085平方マイル (2,810.1 km2)、水域は388平方マイル (1,004.9 km2)で水域率は26.32％である。

### 主要高規格道路
- アメリカ国道90号線
- ルイジアナ州道1号線
- ルイジアナ州道20号線
- ルイジアナ州道24号線
- ルイジアナ州道308号線

### 隣接する郡
- セントジェームズ郡、セントジョンザバプテスト郡 - 北
- セントチャールズ郡 - 北東
- ジェファーソン郡 - 東
- メキシコ湾 - 南
- テレボーン郡 - 西
- アサンプション郡 - 北西

### 国立保護地域
- ジャン・ラフィット国立歴史公園と保存地（部分、ティボドー市内）

## 人口動態
以下は2000年国勢調査による人口統計データである。
| 基礎データ - 人口: 89,974人 - 世帯数: 32,057 世帯 - 家族数: 24,299 家族 - 人口密度: 32人/km2（83人/mi2） - 住居数: 35,045軒 - 住居密度: 12軒/km2（32軒/mi2） 人種別人口構成 - 白人: 82.85% - アフリカン・アメリカン: 12.61% - ネイティブ・アメリカン: 2.30% - アジア人: 0.67% - 太平洋諸島系: 0.01% - その他の人種: 0.58% - 混血: 0.97% - ヒスパニック・ラテン系: 1.43% 言語別人口構成 - フランス語またはケイジャン・フランス語: 19.12% - スペイン語: 1.51% 年齢別人口構成 - 18歳未満: 27.3% - 18-24歳: 10.5% - 25-44歳: 29.7% - 45-64歳: 21.3% - 65歳以上: 11.3% - 年齢の中央値: 34歳 - 性比（女性100人あたり男性の人口） - 総人口: 95.2 - 18歳以上: 91.3 | 世帯と家族（対世帯数） - 18歳未満の子供がいる: 37.8% - 結婚・同居している夫婦: 59.1% - 未婚・離婚・死別女性が世帯主: 12.4% - 非家族世帯: 24.2% - 単身世帯: 19.6% - 65歳以上の老人1人暮らし: 7.8% - 平均構成人数 - 世帯: 2.75人 - 家族: 3.17人 収入と家計 - 収入の中央値 - 世帯:34,910米ドル - 家族: 40,504米ドル - 性別 - 男性: 34,600米ドル - 女性: 19,484米ドル - 人口1人あたり収入: 15,809米ドル - 貧困線以下 - 対人口: 16.5% - 対家族数: 13.2% - 18歳未満: 21.9% - 65歳以上: 18.3% |

## 都市と町

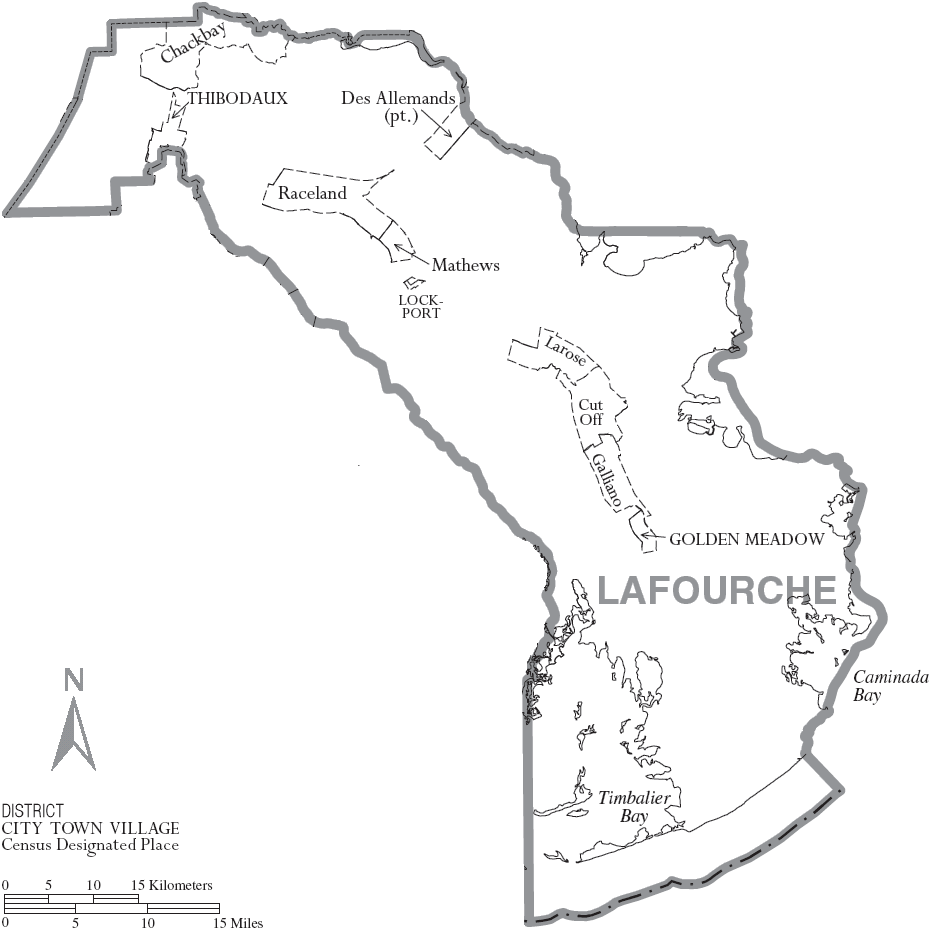
ラフォーシュ郡図

### 都市
- ティボドー - 郡庁所在地

### 町
- ゴールデンメドウ
- ロックポート
- ギーンズ

### 国勢調査指定地域
| - チャックベイ - カットオフ - デザレマン - ガリアーノ | - ラローズ - マシューズ - ポートフォーション - レイスランド |

## 教育
ラフォーシュ郡教育学区が地元の公立学校を運営している。